# Сборная Филиппин по хоккею с шайбой
Сборная Филиппин по хоккею с шайбой — национальная мужская хоккейная команда Филиппин. Они контролируются Федерацией хоккейной лиги и официально являются членом Международной федерации хоккея с шайбой (ИИХФ) с 20 мая 2016 года. До этого периода национальная команда играла в региональных турнирах в Гонконге с 2000-х годов.
В настоящее время Филиппины занимают 53-е место в мировом рейтинге ИИХФ и участвуют в чемпионате мира с 2023 года. Они играли в Кубке вызова Азии, региональном турнире для хоккейных наций низшего уровня в Азии.
В 2018 было 5 команд , в которых играют 131 игрок.